# Orange Blossom Special
Orange Blossom Special es el decimotercer álbum del cantante Country Johnny Cash lanzado el año 1965. Este álbum es conocido por tener 3 canciones del cantante Bob Dylan con el cual Cash se hará amigo cercano y colaborara muchas veces más con él como en Nashville sessions, en 1969 salen al mercado en un set de canciones hechas por los 2 mientras dylan trabajaba en Nashville Skyline, en el mismo año dylan sale en el Show de Jonny Cash ("Johnny Cash Show" en inglés).También en el mismo CD las canciones "It Ain't Me Babe" y "When It's Springtime in Alaska" son un dueto con su futura esposa June Carter, la canción "Danny Boy" aparece en el 2004 en el CD American IV: The Man Comes Around, este CD es reeditado en el 2002 bajo el sello Legacy Recordings con 3 canciones nuevas de las cuales destaca una "Engine 143" que es una canción antigua de Carter Family la cual fue interpretada por Cash en el 2003 en el Carter Family Tribute. Esa actuación fue la última que Cash logró hacer antes de su muerte.

## Canciones
1. Orange Blossom Special – 3:06
2. Long Black Veil – 3:06
3. It Ain't Me Babe – 3:03
4. The Wall – 2:09
5. Don't Think Twice, It's All Right – 2:56
6. You Wild Colorado – 1:45
7. Mama, You've Been on My Mind – 3:02
8. When It's Springtime in Alaska – 2:36
9. All of God's Children Ain't Free – 2:11
10. Danny Boy – 5:08
11. Wildwood Flower – 2:10
12. Amen – 2:05

## Canciones Extras
1. Engine 143 – 3:31
2. (I'm Proud) The Baby is Mine – 2:30
3. Mama, You've Been on My Mind – 2:54

## Personal
- Johnny Cash - Vocalista
- June Carter - Vocalista
- Luther Perkins - Guitarra
- Norman Blake - Guitarra
- Ray Edenton - Guitarra
- Marshall Grant - Bajo
- W. S. Holland - Percusión
- Bill Pursell - Piano
- Charlie McCoy - Armónica
- Bill McElhiney - Trompeta
- Karl Garvin - Trompeta
- Boots Randolph - Saxofón

## Rankings
Álbum - Billboard (América del Norte)
| Año  | Tabla           | Posición |
| ---- | --------------- | -------- |
| 1965 | Álbumes Country | 3        |
| 1965 | Álbumes Pop     | 49       |

Canciones - Billboard (América del Norte)
| Año  | Canción                  | Tabla             | Posición |
| ---- | ------------------------ | ----------------- | -------- |
| 1964 | "It Ain't Me, Babe"      | Canciones Country | 4        |
| 1964 | "It Ain't Me, Babe"      | Canciones Pop     | 58       |
| 1965 | "Orange Blossom Special" | Canciones Country | 3        |
| 1965 | "Orange Blossom Special" | Canciones Pop     | 80       |

## Enlaces
Puedes ir a Wikipedia en inglés si necesitas más información.
- Datos: Q1819819